# エレクトロ
エレクトロ（英: Electro; electro-funk もしくは electro-boogie の略称）とは、1982年から1985年の間に流行した電子音楽の1ジャンルである。楽器としてリズム・マシンのローランド・TR-808を使い、ヨーロッパの電子音楽とアメリカのファンクが融合して成立した。初期のブレイクダンスのBGMとして愛用され、後のさまざまなダンスミュージックへ影響を与えた。
また、2000年代中盤以降の日本国内において、ロック色やニューウエーブ色が強い電子音を取り入れたダンスポップを「エレクトロ」と呼ぶメディアがあるが、本項目で扱う音楽ジャンルとは異なっている。
本項で説明する以外の一般的な意味としてのエレクトロ(Electro)は電気工学と電子工学を含む上位概念の意味である。

## 概要
ニューヨーク、ブロンクス出身のDJであったアフリカ・バンバータが、彼のDJプレイでもよく回していたクラフトワークの「ヨーロッパ特急」のメロディ、同「ナンバース」（『コンピューター・ワールド』に収録）のビートをサンプリングして旧友アーサー・ベーカーとともに作ったレコード、「プラネット・ロック」（1982年リリース）がその起源とされる。ラップをフィーチャーしたこのレコードでラップをより広め、バンバータはそれらの功績から初期ヒップホップ界において三大DJの一人に数えられる。このエレクトロはヒップホップ、テクノ、双方の音楽に影響を与えた。ドラムマシンのTR-808を使ったビートが特徴的であり、初期はエレクトロ・ファンクとも呼ばれていた。エレクトロは曲の基礎に、基本的にクラフトワークの「ナンバース」のビートを使うか、これをアレンジしたものを使っていたため、ほぼ似たり寄ったりの曲が多い。この音楽の流行は短命で終わり、1985年を境にメジャーからのレコード発売は途絶えている。途中、エレクトロの一部がマイアミにて発展し、1990年代初頭にマイアミベースとして人気を博したこともあった。
以降もデトロイトやオランダなどのアーティストにより、細々とではあるがエレクトロの作品は作られ続けている。それらはニュー・エレクトロなどと呼ばれる場合もあるが、基本的なスタイルは1980年代初期のそれと変わっていない。